# 7 Colors
7 Colors est un jeu vidéo de puzzle développé par Gamos Ltd. et édité par Infogrames sorti en 1991 sur Amiga, Atari ST, DOS et PC-98.